# اکرالی
اکرالی (به انگلیسی: Akrali) یک منطقهٔ مسکونی در هند است که در کارناتاکا واقع شده‌است.